# Mududi, Arsikere
Mududi là một làng thuộc tehsil Arsikere, huyện Hassan, bang Karnataka, Ấn Độ.